# اندرو کوپر
اندرو کوپر (انگلیسی: Andrew Cooper؛ زادهٔ ۲۳ دسامبر ۱۹۶۴) قایقران روئینگ اهل استرالیا بود.
وی در مسابقات کشوری و بین‌المللی در مجموع برندهٔ ۴ مدال طلا شده‌است.